# Tridevi
Tridevi (sanskrt त्रिदेवी, tridevī = „tri božice”) naziv je za trijadu vrlo važnih božica (devi) u hinduizmu, koje su ženski ekvivalenti Trimurtija. Trijadu obično čine božice Sarasvati (Brahmina supruga), Lakšmi (Višnuova supruga) i Parvati (Šivina supruga), koje su inkarnacije vrhovne božice Adi Parashakti. Tri božice su slavljene tijekom festivala zvanog Navaratri (नवरात्रि).
U šaktizmu (sekta u kojoj je Šakti smatrana vrhovnim bićem), trima božicama su date važne uloge te su one tamo poznate kao Mahasarasvati, Mahalakšmi i Mahakali (maha = „velika”). Njihovi su supruzi samo „agenti” preko kojih one izvršavaju svoju volju. Druge sekte hinduizma smatraju Tridevi samo družicama Trimurtija.

## Opisi božica
- Sarasvati

Božica je umjetnosti, učenja i mudrosti, a predstavlja kozmičku inteligenciju i svijest.
- Lakšmi

Ona je božica plodnosti i bogatstva, koja donosi materijalno obilje, ali i slavu i čast.
- Parvati

Parvati je božica ljubavi, ljepote i duhovnog ispunjenja, koja predstavlja moć transformacije.

## Šintoizam
Tridevi su u šintoizmu poznate kao Benzaiten, Kisshōten i Daikokutennyo.